# Hrabstwo Walsh

Piramida wieku hrabstwa

Hrabstwo Walsh (ang. Walsh County) to hrabstwo w północno-zachodniej części stanu Dakota Północna w Stanach Zjednoczonych. Hrabstwo zajmuje powierzchnię 3 351,73 km². Według szacunków United States Census Bureau w roku 2006 liczyło 11 362 mieszkańców. Siedzibą hrabstwa jest miasto Grafton.

## Miejscowości
- Ardoch
- Adams
- Conway
- Edinburg
- Fordville
- Fairdale
- Forest River
- Grafton
- Hoople
- Lankin
- Park River
- Pisek
- Minto

## CDP
- Auburn
- Nash